# 日本一どでカボチャ大会
日本一どでカボチャ大会（にほんいちどでカボチャたいかい）は、その名の通り日本一大きなカボチャ（どでカボチャ）を決める大会である。国際カボチャ協会より、日本一どでカボチャ大会の永久公認地に認定されている小豆島において毎年9月に開催されている。当初は小豆島青年会議所が小豆島を全国にPRする大会として開催を始めた。現在は日本一どでカボチャ大会実行委員会による主催になっている。
1987年から毎年行われている。
各地からエントリーされたカボチャから、9月に会場で計量を行い日本一を決定する。優勝者は副賞としてアメリカ西海岸で行なわれる世界大会に招待される。世界一のジャンボ野菜を決めるコンテストに参加資格を得られる、日本国内唯一の大会と言ってよい。
多くの人に「作る楽しさ」「育つ喜び」を分かち合ってもらいたいとの主旨から、大きくなる種子（アトランティックジャイアント種）は実行委員会側で有料頒布している（栽培指導書、大会登録料込み）。